# Giuseppe Di Bartolo (militare 1900)
Giuseppe Di Bartolo (Palermo, 15 settembre 1900 – Mar Mediterraneo, 20 gennaio 1943) è stato un militare italiano, decorato di Medaglia d'oro al valor militare alla memoria nel corso della seconda guerra mondiale.

## Biografia
Nacque a Palermo il 15 settembre 1900. Dopo aver conseguito il diploma di Capitano di lungo corso presso l'Istituto nautico di Palermo, all'età di 17 anni, si imbarco subito su unità mercantili e durante la prima guerra mondiale. Si distinse nel corso dell'azione di siluramento e nel successivo affondamento del piroscafo Adria, sul quale si trovava imbarcato, il 18 luglio 1918 ricevendo un encomio solenne dal Ministero della marina. Al termine della guerra iniziò a navigare per conto della Società di Navigazione Generale Italiana, poi con la Sitmar ed infine con la Società Tirrenia. Promosso per titoli acquisiti a grado di tenente di vascello di complemento nell'aprile 1940, nel luglio dello stesso anno venne richiamato in servizio attivo a destinato al 4º Gruppo Dragaggio, comandante della 7ª Squadriglia di stanza a Porto Empedocle. Nell'aprile 1942 assunse il comando della XXV Flottiglia dislocata a Tripoli ed il 20 gennaio 1943, nell'imminenza dell'evacuazione della base navale, in ottemperanza ad ordine ricevuto, salpò da Tripoli con l'intera Flottiglia per rientrare in Sicilia. Durante la navigazione di trasferimento, nelle acque del Mediterraneo centrale, la Squadriglia fu intercettata ed attaccata dai cacciatorpediniere britannici  HMS Kelvin e HMS Javelin.
Nel tentativo di attirare su di sé l'attenzione del nemico e consentire alle altre unità di tentare di mettersi in salvo, Di Bartolo decise di attaccare il nemico con la sua nave di bandiera, il dragamine R.D. 36, nonostante l'evidente e schiacciante superiorità dell'avversario. Nell'impari lotta il dragamine R.D. 36 fu centrato dal violento a preciso fuoco avversario, affondando con tutto l'equipaggio. Di Bartolo fu decorato con la medaglia d'oro al valor militare alla memoria,  ed analogo riconoscimento venne concesso alla bandiera del R.D. 36.

### Fonti
1. 1 2 3 4  Combattenti Liberazione.
2. 1 2 3 4 5  Alberini, Prosperini 2016, p. 203.
3. ↑  Il dragamine italiano, 207 ton. di dislocamento e 13 nodi di velocità, era armato con un singolo cannone da 76mm, mentre i due cacciatorpediniere britannici, da 1700 ton. e capaci di 36 nodi di velocità, erano armati ciascuno di 6 cannoni da 120mm
4. ↑  Medaglie d'oro al valor militare sul sito della Presidenza della Repubblica